# How to Be Dead
How to Be Dead è un singolo del gruppo musicale scozzese Snow Patrol, pubblicato nel 2004 ed estratto dall'album Final Straw.

## Tracce
- CD

1. How to Be Dead (Chris Lord-Alge Mix) – 3:23
2. You Are My Joy (Live at Somerset House) – 3:20
3. Chocolate (Grand National Mix) – 4:58

- 7"

1. How to Be Dead (Chris Lord-Alge Mix) – 3:23
2. You Are My Joy (Live at Somerset House) – 3:20